# Daniel González Orellana
Daniel Enrique González Orellana (* 20. Februar 2002 in Arica) ist ein chilenischer Fußballer. Der Innenverteidiger steht aktuell bei Universidad Católica unter Vertrag.

## Karriere

### Im Verein
González Orellana stammt aus der Jugendabteilung des Vereins Santiago Wanderers aus der chilenischen Hafenstadt Valparaíso und durchlief verschiedene Jugendmannschaften. 2019 wurde er auch erstmals in den Kader der ersten Mannschaft berufen, die zu dieser Zeit in der Primera B, der zweithöchsten chilenischen Spielklasse, spielten. So gab er sein Debüt in der Liga am 4. Mai 2019 beim 2:1-Sieg gegen Deportes Melipilla, bei dem er sogar in der Startformation stand. Insgesamt war er in der Saison aber nur Rotationsspieler und wurde in insgesamt 6 Partien eingesetzt. Am Saisonende konnten die Wanderers mit 46 Punkten die Meisterschaft in der Liga gewinnen und stiegen somit in die Primera División auf. Dort wurde er zunächst nicht für seine Mannschaft eingesetzt, gab sein Debüt schließlich am 21. Oktober 2020 beim 2:1-Sieg gegen den CD Antofagasta, als er in der 60. Spielminute für Ezequiel Luna eingewechselt wurde. Von diesem Spiel an war er Stammspieler seiner Mannschaft und kam in jedem Spiel in der Startformation zum Einsatz. Am 25. November 2020 konnte er beim 1:1-Unentschieden gegen Audax Italiano sogar sein erstes Tor in der Liga erzielen. Mit seinem Verein konnte er am Saisonende Platz 11 erreichen und somit den Klassenerhalt schaffen. In der Saison 2021 waren die Wanderers allerdings nicht so souverän. Sie konnten die ersten 17 Saisonspiele allesamt nicht gewinnen. Der erste Sieg gelang ihnen schließlich am 8. September 2021 mit 1:0 gegen Unión La Calera. Dabei erzielte González Orellana in der 8. Spielminute nach einer Ecke den Siegtreffer. Ende September 2021 zog er sich jedoch eine Verletzung am Meniskus zu, sodass er die restliche Saison verletzungsbedingt ausfiel. Am Ende der Saison stieg er mit seiner Mannschaft als Tabellenletzter jedoch wieder aus der Primera División am. Nach überstandener Verletzung gehörte er in der Saison 2022 in der Primera B wieder zum Stammpersonal der Wanderers.
Im Sommer 2022 wechselte González zum amtierenden Meister CD Universidad Católica, wo er einen Vertrag bis 2025 unterschrieb. Er debütierte direkt am 1. Juli 2022 bei der 2:4-Niederlage gegen den FC São Paulo in der Copa Sudamericana und kam nur zwei Tage später beim 2:0-Sieg gegen Coquimbo Unido auch erstmals für sein neues Team in der Liga zum Einsatz. Anfangs hatte er jedoch einen schweren Stand bei seinem neuen Verein und wurde von Verletzungen ausgebremst, so kam erst zu Saisonende wieder zum Einsatz.

### In der Nationalmannschaft
González Orellana durchlief viele Nachwuchsnationalmannschaften Chiles. Unter anderem nahm er an der U-15-Fußball-Südamerikameisterschaft 2017 in Argentinien teil. Ab 2019 war er Teil der U-17-Nationalmannschaft. Sein Debüt gab er am 22. März 2019 beim 0:0-Unentschieden gegen Peru. Er nahm mit seiner Mannschaft an der U-17-Fußball-Südamerikameisterschaft 2019 in Peru teil, bei der Chile den 2. Platz hinter Argentinien belegte. Dadurch konnten sie sich für die U-17-Fußball-Weltmeisterschaft im selben Jahr in Brasilien qualifizieren, bei der González Orellana in jedem Spiel zum Einsatz kam. Allerdings schied Chile im Achtelfinale gegen Brasilien aus. Außerdem wurde er 2019 in den Kader der U-23 Chiles berufen, kam jedoch zu keinem Einsatz.
Im März 2021 wurde er von Nationaltrainer Martín Lasarte erstmals für ein Trainingslager von Chiles A-Nationalmannschaft nominiert. Am 27. März 2021 gab er schließlich sein Länderspieldebüt beim 2:1-Sieg gegen Bolivien, bei dem er sogar in der Startelf stand. In der Folge wurde González Orellana auch in den erweiterten Kader Chiles der Copa América 2021 berufen, kam bei dem Turnier jedoch nicht zum Einsatz. Rund vier Jahre nach seinem Debüt bestritt er beim Freundschaftsspiel gegen Panama sein zweites Länderspiel.